# Premiul Herder
Premiul Herder (în germană Herder-Preis) a fost un premiu cultural al Fundației Alfred Toepfer (Alfred Toepfer Stiftung F. V. S.). A fost decernat între 1963 și 2006.
Precursorul Premiului Herder a fost Premiul Johann Gottfried von Herder⁠(d) (Johann-Gottfried-von-Herder-Preis), acordat începând cu anul 1935 de către Fundația Alfred Toepfer.
Premiul Herder a fost numit și instituit de către Fundația Alfred Toepfer în onoarea criticului, filozofului, poetului și teoreticianului german Johann Gottfried Herder, cunoscut, mai ales, prin influența remarcabilă pe care a avut-o asupra romantismului german și asupra unor remarcabili gânditori și scriitori germani de acum 200-225 de ani, contemporan și prieten de litere cu Johann Wolfgang von Goethe.
Începând cu anul 1963, la Universitatea din Viena (Austria), Fundația Alfred Toepfer, cu sediul în Hamburg (Germania de Vest), a donat și conferit acest premiu cultural orientat unor personalități marcante ale culturilor est și sud-est europene, care au adus contribuții semnificative atât culturii proprii, cât și culturii Europei.
O listă completă a laureaților premiului Herder spune mult despre felul în care vestul democratic al Europei a atras atenția (înainte de 1990) asupra unor personalități culturale marcante aflate în spatele „cortinei de fier” și, implicit, asupra culturilor din care proveneau aceștia.
Din 2007, a fuzionat cu un alt premiu al Fundației Alfred Toepfer: Premiul KAIROS⁠(en)[traduceți].

## Români laureați ai premiului Herder
De-a lungul celor 43 de ani scurși între prima și ultima sa oferire, anumitor personalități marcante ale culturii române li s-a conferit premiul Herder. Printre aceștia au fost (în ordine cronologică):
- 1965 – poetul Tudor Arghezi
- 1967 – etnologul Mihai Pop și poetul Alexandru A. Philippide
- 1968 - arheologul Constantin Daicoviciu
- 1969 - compozitorul Mihail Jora
- 1970 – poetul și traducătorul Zoltán Franyó[1]
- 1971 – scriitorul Zaharia Stancu
- 1972 – istoricul de artă Virgil Vătășianu
- 1973 - poetul Eugen Jebeleanu
- 1974 – muzicologul și compozitorul Zeno Vancea
- 1975 – istoric de artă Ana Maria Musicescu
- 1976 - poetul Nichita Stănescu
- 1977 - folcloristul Ion Vlăduțiu
- 1978 – scriitorul Eugen Barbu
- 1979 - scriitorul András Sütő
- 1980 - scriitorul și lingvistul Alexandru Rosetti
- 1981 - istoricul Emil Condurachi
- 1982 – poeta Ana Blandiana
- 1983 - arhitectul Günther Schuller
- 1984 – sculptorul Constantin Lucaci
- 1985 – criticul literar Adrian Marino
- 1986 – muzicologul și compozitorul Anatol Vieru
- 1987 – folcloristul și istoricul literar Gheorghe Vrabie
- 1988 – criticul și istoricul literar Zoe Dumitrescu Bușulenga
- 1989 - poeta și traducătoarea Maria Banuș
- 1990 – criticul literar Liviu Călin
- 1991 – scriitorul Marin Sorescu
- 1992 - pictorul și graficianul Ion Nicodim
- 1993 – istoricul de artă Răzvan Theodorescu
- 1994 - compozitorul Ștefan Niculescu
- 1996 - poetul și criticul literar Marin Mincu
- 1998 – germanistul Andrei Corbea Hoișie
- 1999 – poetul Mircea Dinescu
- 2002 - compozitorul Aurel Stroe
- 2003 – arhitecta Ana Maria Zahariade
- 2005 – filozoful Andrei Marga